# Vonones II
Vonones II was koning van de Parthen gedurende enkele maanden in 51 na Chr.
Na de dood van Gotarzes II ontstond een chaotische situatie in het Parthische rijk, mede doordat Gotarzes de meeste kandidaten voor het koningschap had laten ombrengen. Parthische edelen schoven Vonones, de koning van Medië (een vazalstaatje van de Parthen), naar voren. Slechts korte tijd nadat hij koning was geworden, overleed hij echter. Zijn zoon Vologases I volgde hem op als koning van de Parthen. Pacorus en Tiridates, twee andere zonen van Vonones, werden vazalkoningen van Vologases, respectievelijk in Medië en Armenië.

## Antieke bronnen
- Tacitus, Annales, XII, 14.
- Flavius Josephus, Antiquitates Judaicae 20, 74.